# Prasetník kořenatý

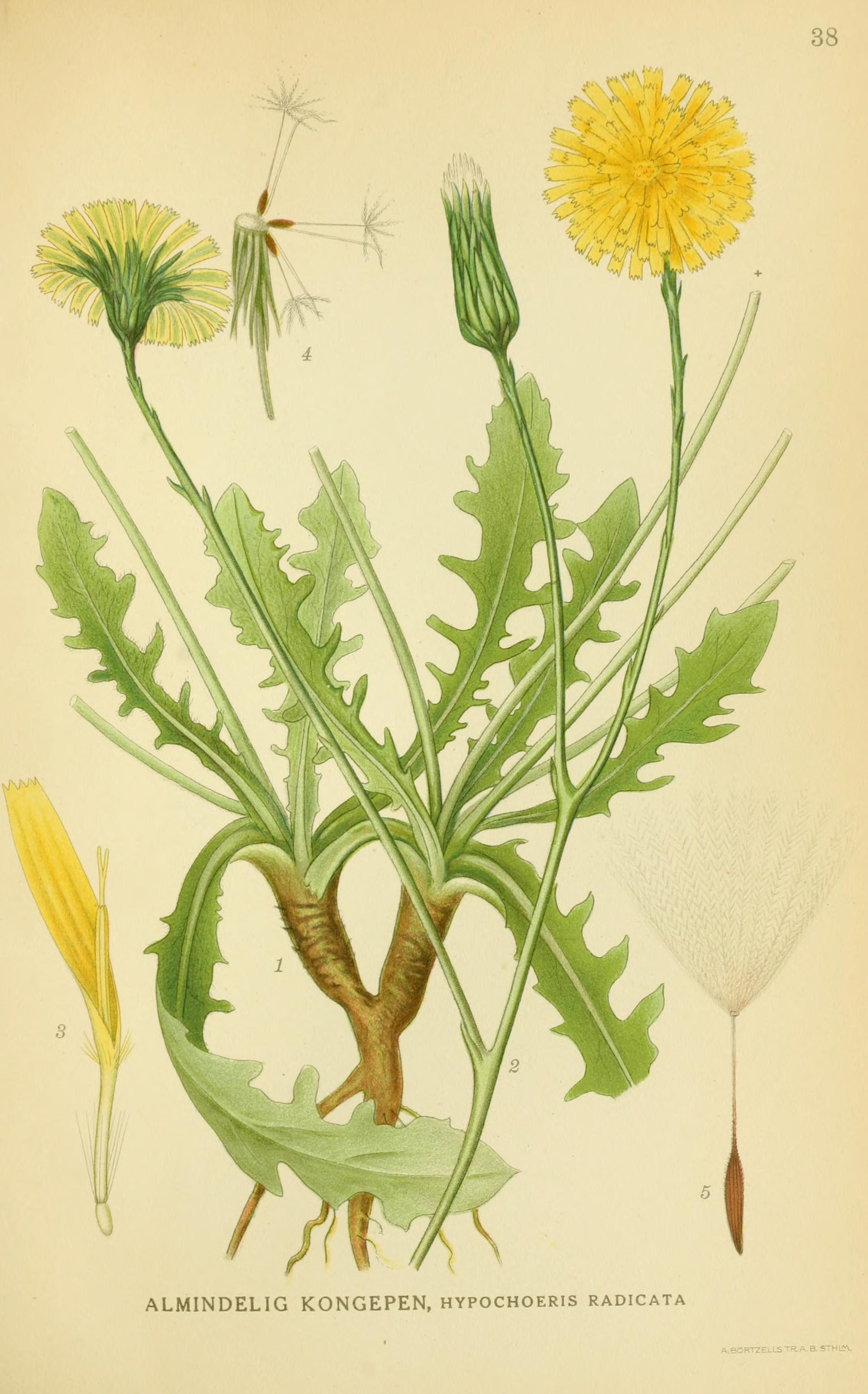
Nákres rostliny

Prasetník kořenatý (Hypochaeris radicata) je vytrvalá, planě rostoucí, žlutě kvetoucí, téměř celosvětově rozšířená bylina. V České republice roste poměrně hojně v nižších a středních polohách, ve vyšších nadmořských výškách se vyskytuje vzácněji a spíše jen přechodně.

## Rozšíření
Rostlina pochází z Evropy, jihozápadní Asie, z území okolo Kavkazu, severní Afriky a Makaronésie. Nejstarší dochovaný nález je z Maroka, odkud se pravděpodobně šířila v pozdních čtvrtohorách v několika migračních trasách, z nichž jedna vedla přes Pyrenejský poloostrov a centrální Středomoří. Prasetník kořenatý dokázal, za významného přispění vzrůstajícího transportu zboží, velmi úspěšně kolonizovat téměř celou zeměkouli; roste trvale nebo příležitostně ve všech oblastech s mírným a teplým klimatem.

## Ekologie
Původními místy jeho výskytu byly světlé, vlhké středomořské lesy. Jak se šířil na nová místa, zabydlel se i na otevřených prostranstvích. Obvykle dává přednost mírně vlhkým, kyselým, hlinitopísčitým půdám a většinou roste na loukách, pastvinách, na mezích, podél polních cest, ve světlých lesních lemech, v sadech, vinicích, lomech i na různých náspech a také jako plevel v okrasných trávnících.

## Popis

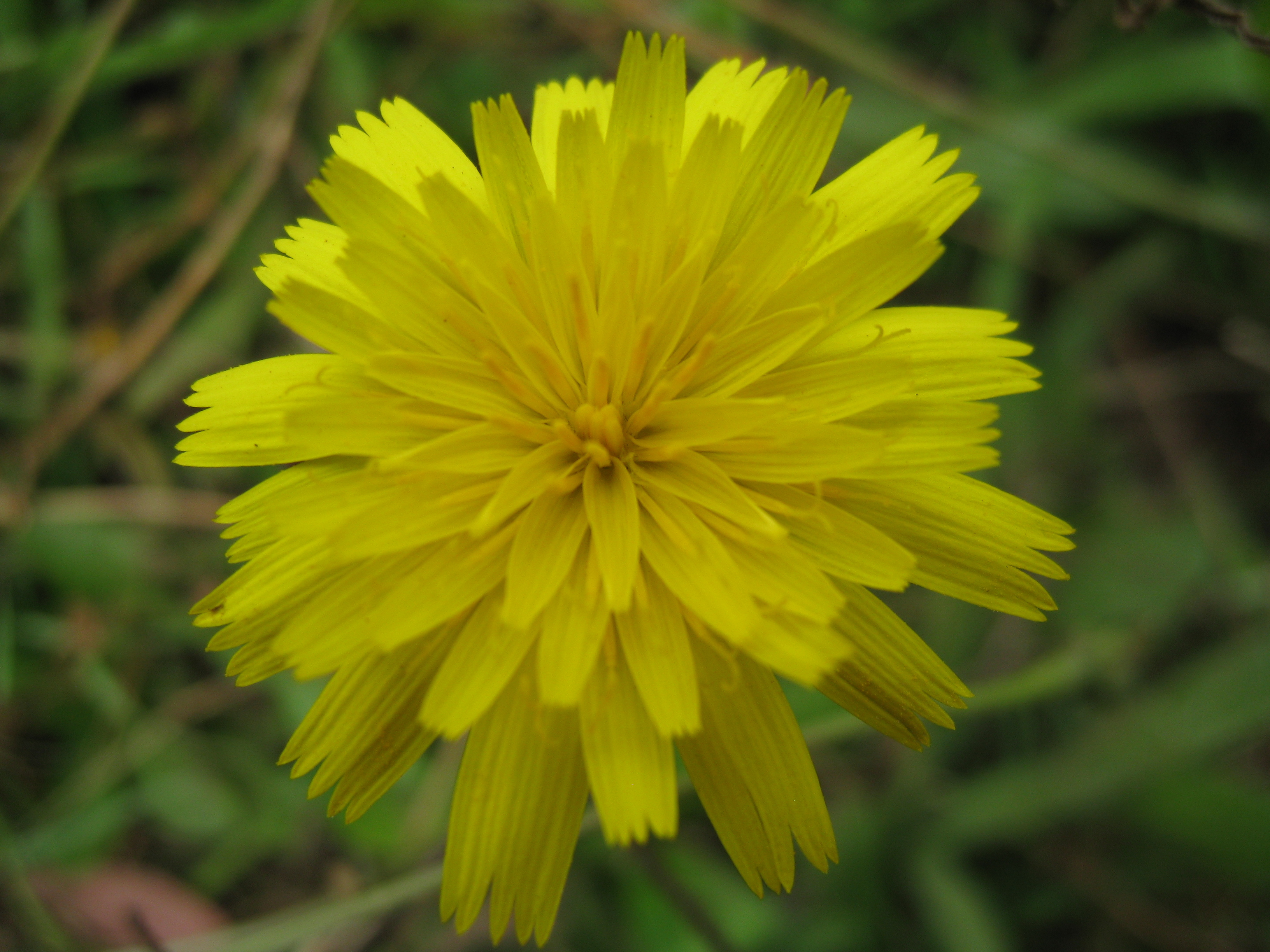
Květ

Vytrvalá bylina s přímou, nasivělou, v horní části rozvětvenou lodyhou vysokou od 20 do 60 cm. Lodyha bývá lysá nebo krátce chlupatá a pouze v dolní části porůstá několika drobnými, šupinovitými listy kopinatého tvaru. Obvykle několik lodyh vyrůstá z přízemní, k půdě přitlačené růžice, která je tvořena štětinatě chlupatými, bezřapíkatými listy dlouhými do 15 cm a širokými až 3 cm. Jejich tmavě zelené čepele jsou podlouhle obkopinaté, celistvé nebo lyrovitě peřenolaločné a roztroušeně chlupaté. Rostlina má tlustý vřetenovitý kořen s větvenou hlavou.
Na koncích lodyh a větví vyrůstají 2 až 3 cm velké květní úbory, rostou jednotlivě a obvykle jich bývá tři až šest. Z lůžka s kopinatými, blanitými plevkami roste 50 až 100 jazykovitých, temně žlutých kvítků, majících někdy vnější stranu nafialovělou. Okrajové kvítky mají jazyk zubatý a výrazně delší než listeny zákrovu. Válcovitý zákrov je tvořen více řadami střechovitě se překrývajícími listenů, které jsou na vrcholu nahnědlé a mají střední žilku světle brvitou.
Je to vytrvalý hemikryptofyt kvetoucí v červnu až srpnu, za deště nebo mlhy se kvítky neotvírají. Opylovány jsou hlavně včelou medonosnou, nacházející v drobných kvítcích nektar i dostatek pylu. Při samoopylení vzniká jen málo semen, která jsou ale větší a spolehlivěji klíčí. Plody jsou asi 5 mm dlouhé nažky s dvouřadým chmýrem.

## Rozmnožování
Rostliny se na nová stanoviště rozšiřují semeny – zobánkovitými, oranžovohnědými, drsnými nažkami, které jsou schopny po uzrání ihned z povrchu půdy vyklíčit; zimu přežijí jako drobné listové růžice. Jedná rostlina ročně vyprodukuje okolo 2000 semen, která v půdě přežijí rok či dva. Rozptylována jsou hlavně větrem, na větší vzdálenosti bývají přepravována ve znečištěném osivu, krmivu i jako součást obalů.
Rostliny se množí i rozrůstáním kořenů a tvorbou nových listových růžic. Pokud je rostlina před rozkvětem posečena nebo spasena a nevykvete, vytvoří se násobně více nových růžic.

## Význam
Prasetník kořenatý na pastvinách sice potlačuje mnohé druhy užitečných travin, je ale velmi výživný a nutričně srovnatelný s jetelem, má vysoký obsah bílkovin a vápníku a málo vlákniny. Na pastvě mu krávy a ovce dávají přednost, stejně tak je oblíbeným krmivem u prasat. Rostlina je ale podezřelá, že její spásání způsobuje u koní tzv. "Stringhalt" (myoklonus), tj. mimovolné svalové záškuby postižené nohy při chůzi (viz video).
Mladé listy se v oblastech okolo Středozemního moře používají do salátů nebo se vaří, kořeny se zase suší, melou a připravuje se z nich káva. V lidovém lékařství se odvarů používá protizánětlivě, jako antidiuretikum a také při onemocnění ledvin, kožních nemocech nebo na čištění otevřených ran.

## Galerie

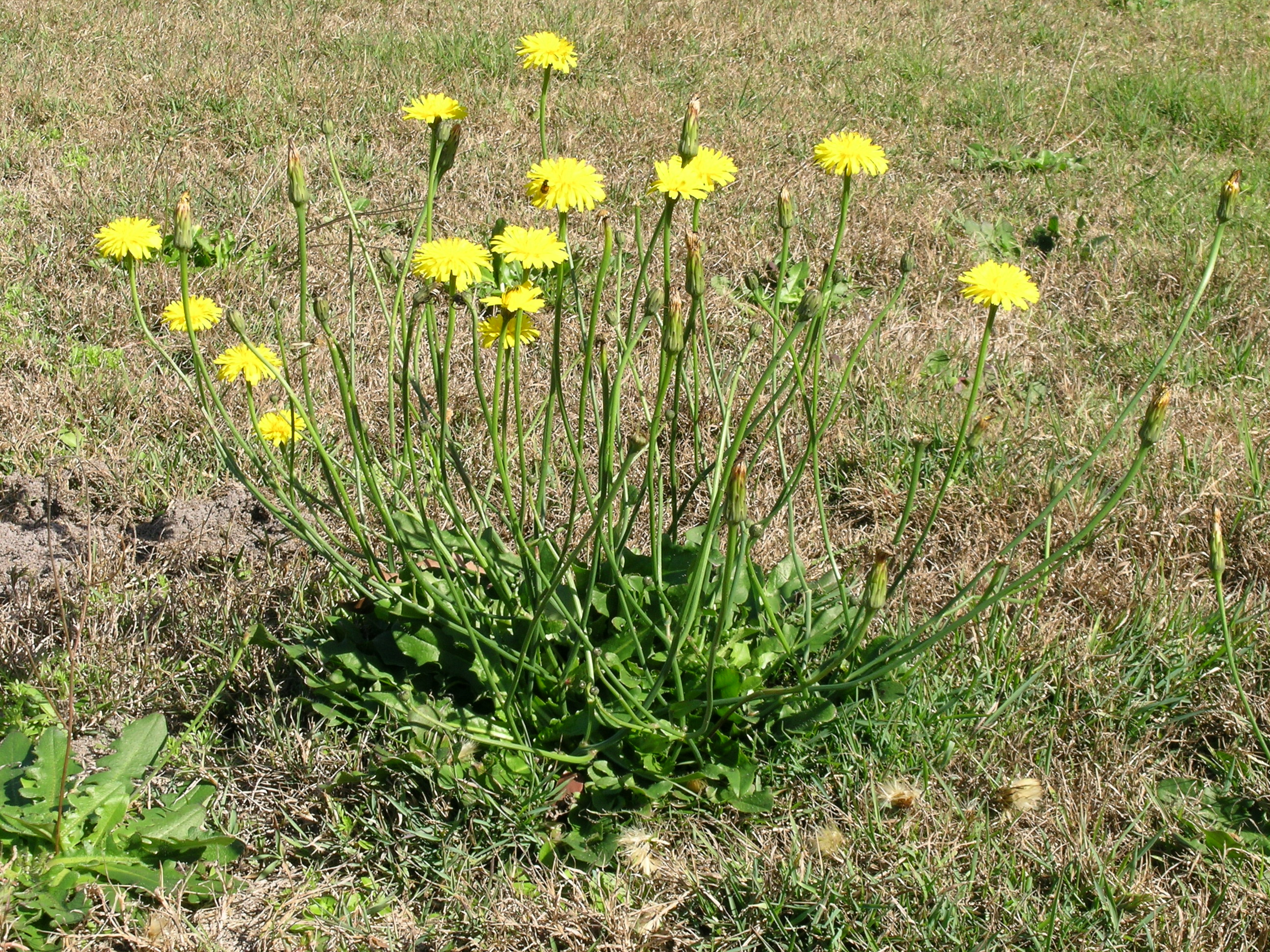
Rozrostlá rostlina
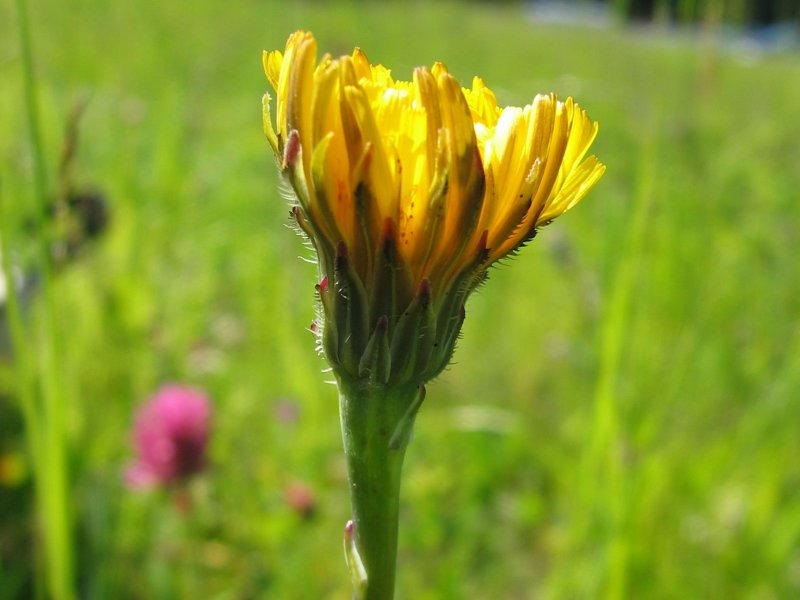
Zákrov úboru
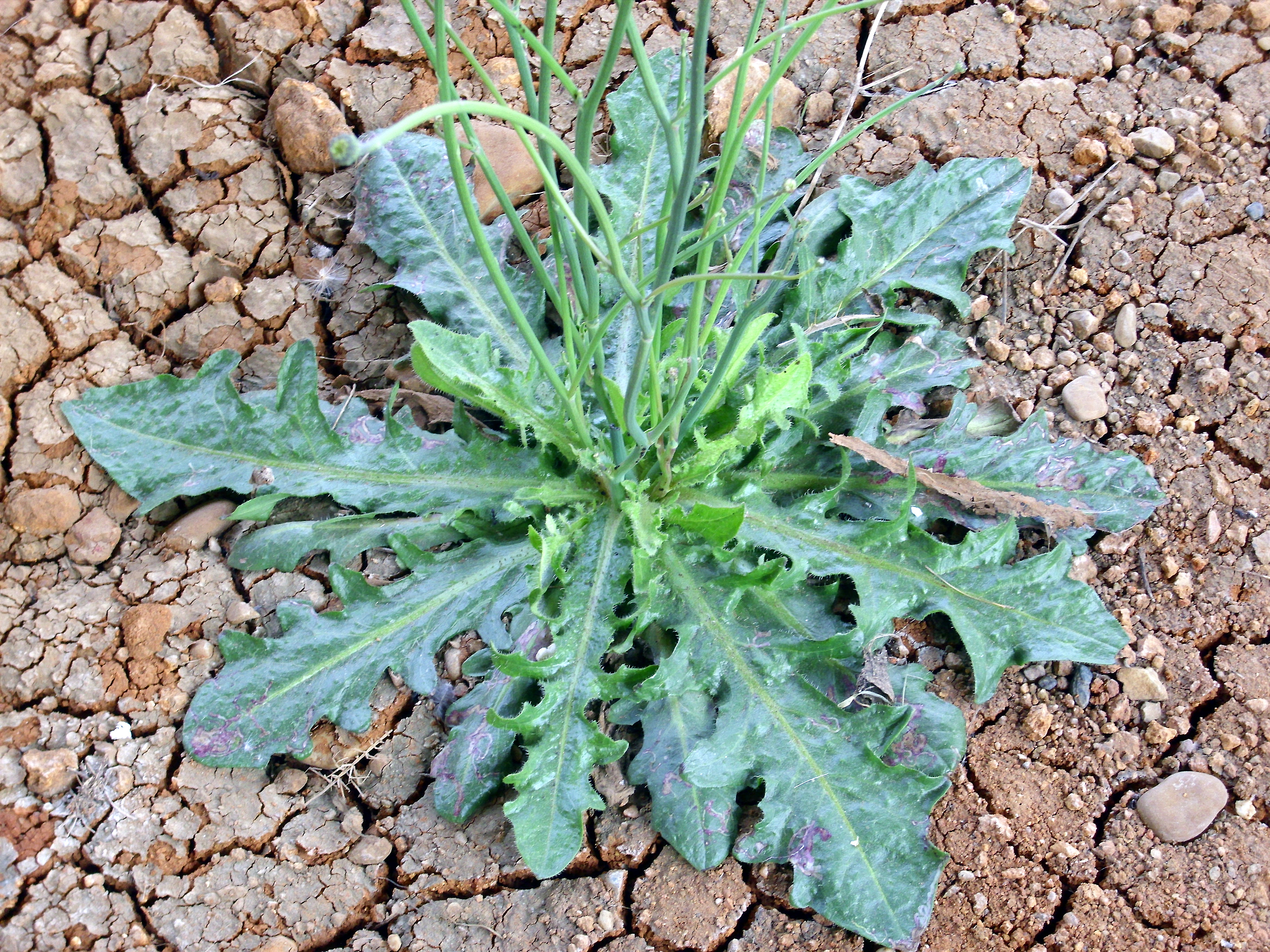
Listová růžice
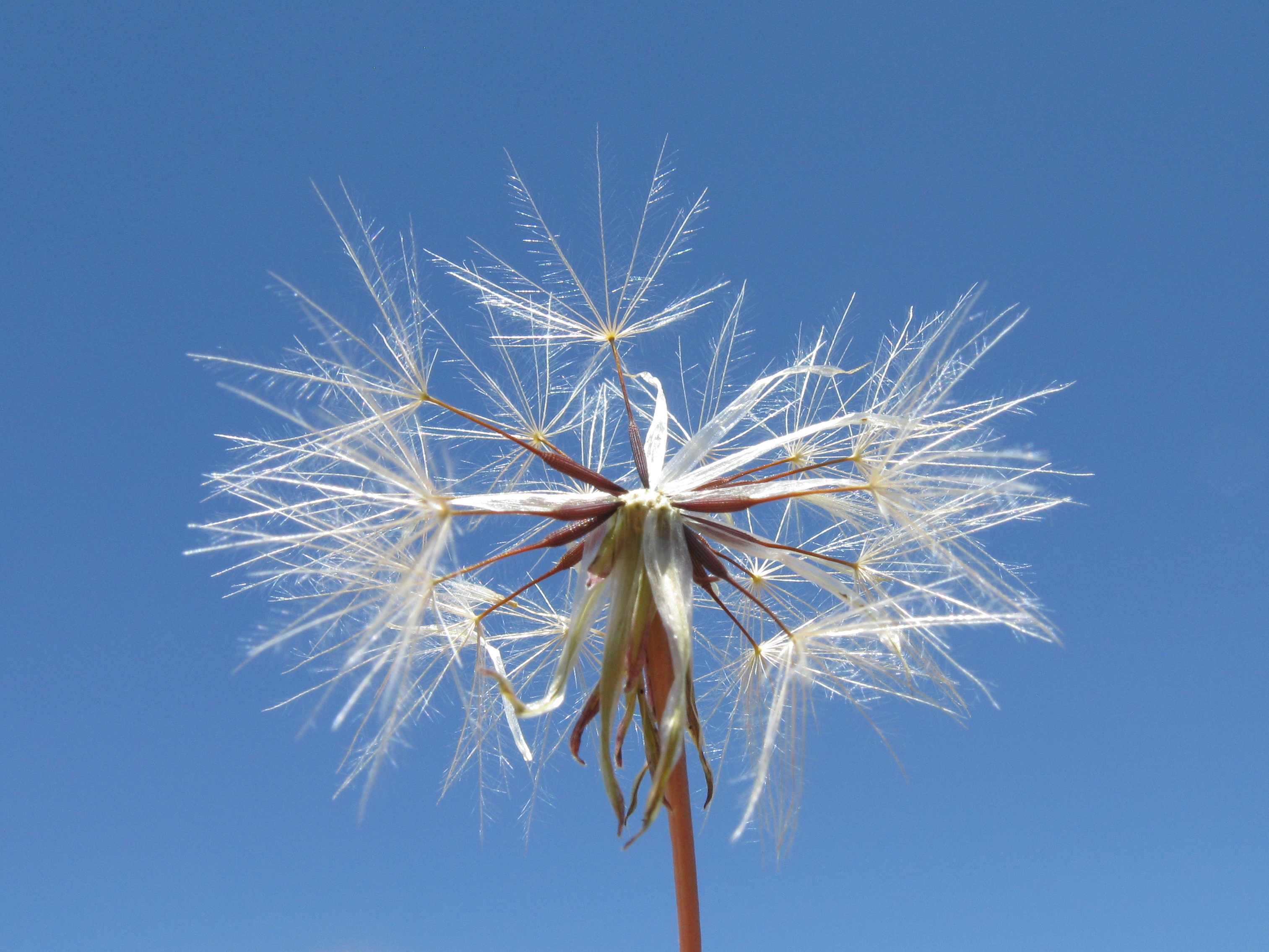
Nažky s chmýrem